# Lionbridge
 (juillet 2017).
Si vous disposez d'ouvrages ou d'articles de référence ou si vous connaissez des sites web de qualité traitant du thème abordé ici, merci de compléter l'article en donnant les références utiles à sa vérifiabilité et en les liant à la section « Notes et références ».
Lionbridge Technologies, Inc., plus connue sous le nom de « Lionbridge », est une société établie à Waltham (Massachusetts, États-Unis) dont les principaux secteurs d'activité sont la traduction, la localisation, l'interprétation, la création de contenu, le développement et le test de logiciels. Fondée en 1996, la société est présente dans 26 pays à travers le monde, notamment en Irlande, en France, en Belgique, en Pologne, en Inde, au Japon, en Chine et au Brésil.